# نحميا هنتر براون
نحميا هنتر براون (بالإنجليزية: Nehemiah Hunter Brown)‏ هو مغني أمريكي، ولد في 27 يناير 1951.

## وصلات خارجية
- الموقع الرسمي